# Сви за Космет
Сви за Космет је српска хуманитарна организација. Од 2008. године почела је да делује у Београду као Независна асоцијација студената Београд. Основни задатак је да материјално и морално подрже наш народ, Народне кухиње Мајка девет Југовића, као и наше светиње на Косову и Метохији. Окупља велики број донатора из Србије, региона и расејања. Званични огранак отворен је и у Немачкој.
Добитници су бројних захвалница и награда, а одликовани су и архијерејском Граматом Епархије рашко-призренске.
Организација се финансира искључиво из сопствених прилога и донација.

## Област деловања
ХО Сви за Космет од 2008. године организује редовна хуманитарно-поклоничка путовања на Косово и Метохију. Од 2014. године организује празничне акције са акцентом на поделу пакетића, а од 2018. године и хуманитарне догађаје “Играј за Космет”. 
Широм Србије имају постављене и хуманитарне донаторске кутије, које су такође начин како се може помоћи Србима са Косова и Метохије. 
Сваке године пред почетак школске године организују и акцију прикупљања школског прибора за малишане из српских енклава на Косову и Метохији.
Уз све то, често организују наменске акције током којих окупе на хиљаде донатора.

### Путовања на Косово и Метохију
Хуманитарна организација Сви за Космет од 2008. године организује хуманитарне и ходочасне одласке на Косово и Метохију, који имају за циљ посету нашим светињама и угроженом народу. До сада је око 15.000 људи на овај начин посетило Космет. Путовања се организују од марта до новембра викендом, као дводневна, док се за Видовдан организује једнодневно путовање.

### Празнична акција
Хуманитарна организација Сви за Космет традиционално организује празничну акцију, у којој се прикупљају пакетићи за децу са Косова и Метохије, као и помоћ за угрожене, вишечлане породице, народне кухиње и светиње са Космета. Новогодишње пакетиће лично деле чланови организације, за Српску нову годину и Савиндан.

### Играј за Космет
Прва година организовања хуманитарних турнира, 2018. показала се као веома успешна. Почела је са организовањем турнира у стоном фудбалу, а потом су организовани и они у пикаду, стоном тенису, билијару, малом фудбалу, баскету и тако даље. На овим догађајима се прикупља новчана помоћ за сународнике на Космету, као и светиње, али се и упознају оних који деле исто мишљење и љубав према својој земљи.

### Школски прибор
Пред полазак у школу ХО Сви за Космет прикупља помоћ за ђаке, како би помогли њима и њиховим родитељима. Током поделе обилазе се школе и угрожене српске породице.Деле се школски комплети, као и неопходна опрема. У склопу акције помаже се и одређеним породицама.

### Наменске акције
ХО Сви за Космет организује наменске акције за породице, народне кухиње, манастире, цркве и све којима је потребна помоћ на Косову и Метохији.
У преко 100 одлазака, помогли су велики број породица и институција.  Помоћ коју сулично уручивали ишла је у руке вишечланих породица, али и појединаца, а састојала се од новчаних средстава, хране, хигијене, гардеробе, обуће, лекова и медицинског прибора. 
Више пута су појединцима плаћали скупе лекарске прегледе, лечења и операције. Помагали су болницама. Породице су опремали стоком, живином и осталим животињама. Новчано су помагали садње воћњака и винограда, подизање пластеника.
Децу су безброј пута обрадовали играчкама, компјутерима, бициклима и кућним љубимцима. Одводили су их у посете другим градовима и манастирима широм Србије. Стипендирали су ученике. Мајке и њихове новорођене бебе помагали су беби опремом, гардеробом и храном. Редовно помажу и особе са инвалидитетом неопходном опремом. 
Институције Републике Србије су у неколико наврата опремали рачунарском опремом. 
Мештанима забачених села помажу одржавањем и регистрацијом њихових аутомобила, који су им једини начин да имају контакт са цивилизацијом и основним потребама. Плаћали су и дугове за струју. 
Опремали су и школске библиотеке. Градили су или учествовали у обнови кућа, имања, штала, живинарника, цркава и манастира, школа. 
Помагали су спортске догађаје и спортске клубове. Учествовали су у борби против поплава. Организовали су и иностране изложбе и предавања. 

## Хуманитарни СМС број 4030
ХО Сви за Космет је, у сарадњи са оператерима МТС, Теленор и А1, омогућила хуманитарни СМС број 4030 као средство за борбу против сиромаштва на Косову и Метохији. Потребно је да укуцате 1 и пошаљете поруку на 4030, чиме ћете донирати 100 динара, уз урачунат ПДВ.
Оператери од 5. до 15. у месецу обавештавају колико је порука послато претходни месец. До краја месеца уплаћују сакупљени новац. Оно што се не наплати, или уколико неко од њихових корисника три месеца не плати рачун, а самим тим и донацију, престају да га дуже за донацију.
Организација је дужна да у целости сакупљена средства утроши само на помоћ.